# Mokattam

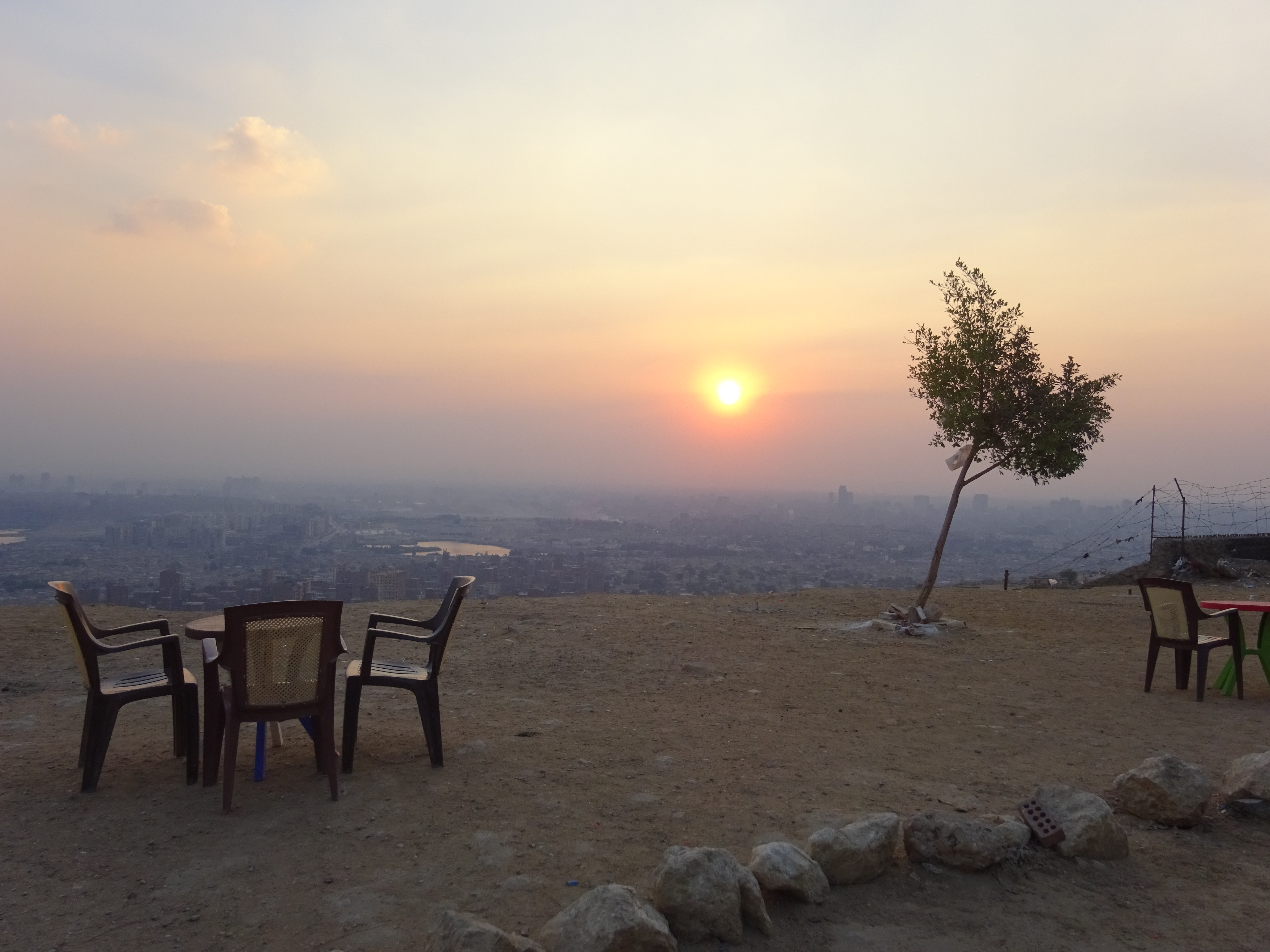
Blik op Caïro vanaf de corniche in Mokattam

Mokattam of Moqattam (Arabisch: المقطّم) is een lagere, vlakke berg in het zuidoosten van de Egyptische hoofdstad Caïro. De berg bestaat uit drie verschillend hoge plateaus die zich uitstrekken vanaf de citadel van Caïro in het noorden naar het zuiden en zuidoosten met een totale oppervlakte van ongeveer 14 km². Op het hoogst gelegen plateau ligt het gelijknamige stadsdeel Mokattam, ook Mokattam City (Arabisch: مدينة المقطم) genoemd. Aan de voet van de Mokattam-steilrand liggen de dodenstad Al-Qarafa (Arabisch: القرافة) en de vuilnisstad Manshiyat Naser (Egyptisch-Arabisch: منشية ناصر).